# Josep Coll i Ferrando
Josep Coll i Ferrando (Foixà, Baix Empordà, 1976) és un instrumentista de tenora i clarinet, i compositor de sardanes i música per a cobla. La seva obra és considerada de gran qualitat i molt apreciada pel públic, dos paràmetres difícils de conjuntar.
Va cursar estudis de composició amb Maria Àngels Alabert, va guanyar una beca de la fundació Josep M. Bernat i ha fet estudis superiors amb Xavier Boliart. Ha format part de les cobles Foment de la Sardana, Flama de Farners i actualment, des del 2001, és el tenora solista de la Cobla Ciutat de Girona.

## Llista de Sardanes
Aquest jove compositor ha escrit gran quantitat de sardanes
| Nom de la Sardana           | Lloc d'estrena                      | Any estrena | Tiratge  |
| --------------------------- | ----------------------------------- | ----------- | -------- |
| Aires populars              | ??                                  | 1999        | ??       |
| Al mestre Puigferrer        | Banyoles-Sant Martirià              | 2008        | 25-83-66 |
| Banyolina                   | Banyoles-Sant Martirià              | 2005        | 37-71-55 |
| Castell de Farners          | Santa Coloma de Farners             | 2000        | 27-71-57 |
| Commemoració a Lloret       | Lloret de Mar                       | 2001        | 31-69-53 |
| Concertino                  | Girona                              | 2003        | ??       |
| De Reus a Torroella         | Reus                                | 2002        | 27-75-58 |
| El codolar                  | Figueres                            | 2003        | 29-71-55 |
| El monestir d'Amer          | Amer-2n memorial Pere Fontàs        | 2006        | 39-83-57 |
| Els gegants de Prats        | Prats de Lluçanès-6è aplec Comarcal | 2012        | 33-81-65 |
| Enaltidora                  | Artés-35è aplec                     | 2007        | 29-85-72 |
| Foixà                       | Blanes                              | 1999        | 27-67-51 |
| Inquietuds juvenils         | Celrà-XXV Aplec                     | 1997        | 29-67-51 |
| Joliua parella              | Caldes de Malavella-56è aplec       | 2005        | 27-77-61 |
| La font picant              | Amer-Memorial Pere Fontàs           | 2012        | 29-78-48 |
| La goja de l'estany         | Banyoles-Sant Martirià              | 2003        | 27-81-65 |
| L'amic Jaume                | Foixà                               | 2013        | 35-79-63 |
| L'encís del Ripollès        | Ripoll-57è aplec                    | 2010        | 33-71-54 |
| Les homilies d'Organyà      | Organyà-2a Diada                    | 2008        | 33-67-49 |
| Les muralles de Girona      | Girona-Auditori                     | 2012        | 29-75-55 |
| Les nimfes del llac         | Banyoles                            | 2002        | 27-75-59 |
| Odissea                     | Blanes                              | 1999        | 35-87-56 |
| Quaranta anys al teu costat | Organyà                             | 2009        | 23-73-56 |
| Record de Palamós           | Palamós-La Gorga                    | 2006        | 27-69-52 |
| Recordança                  | Rubí                                | 2002        | 25-81-47 |
| Sa Pauma                    | Tossa de Mar-24è aplec              | 2011        | 27-81-65 |
| Sant Martí d'Empúries       | Amer                                | 2004        | 31-81-62 |

## Sardanes més significatives

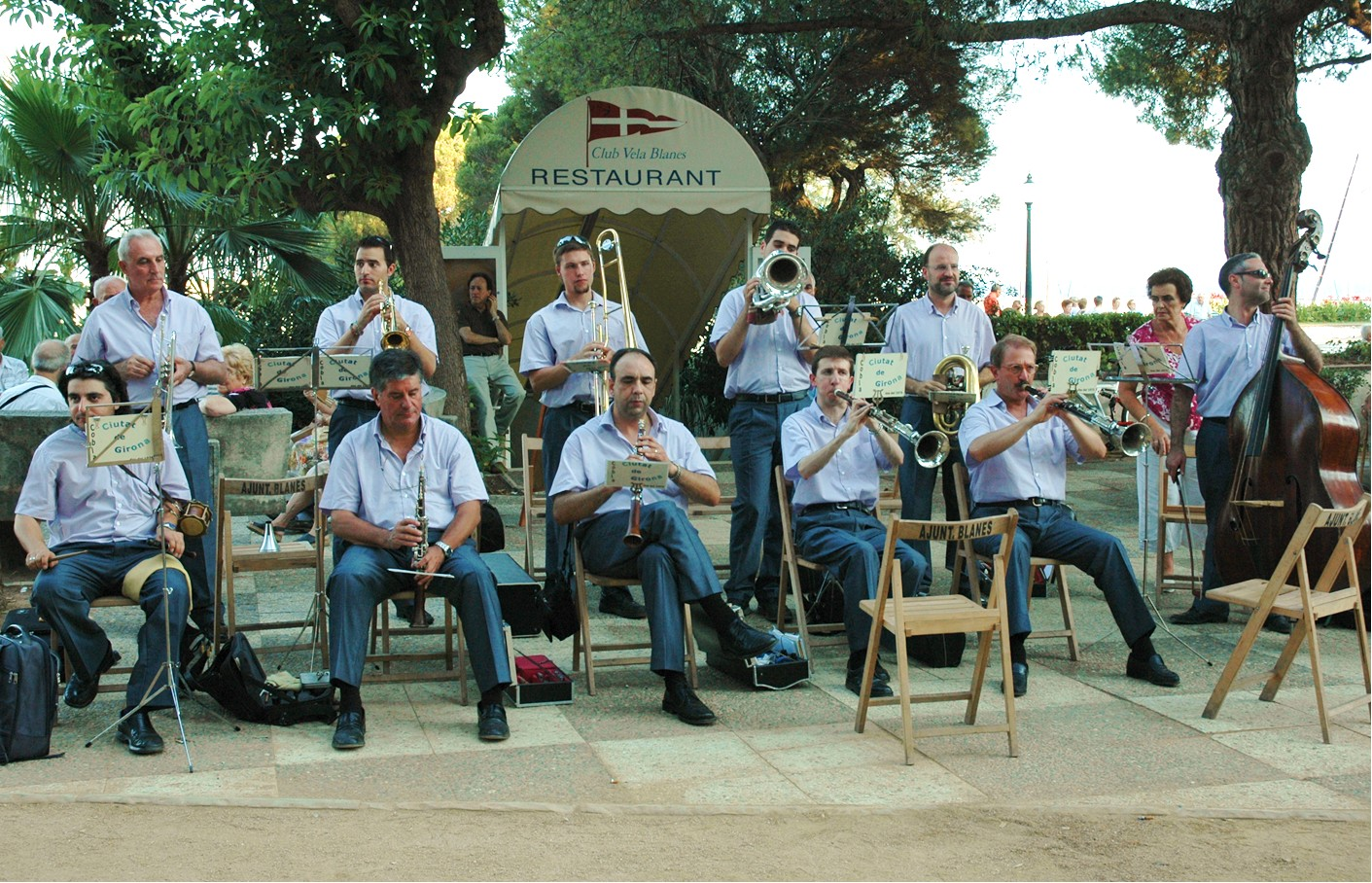
Actuant amb els seus companys de la Cobla Ciutat de Girona

- 1999. Foixà, 1r premi en el concurs per a joves compositors de Blanes
- 2002. Les nimfes del llac, guanyadora a la Festa de Sant Martirià de Banyoles.
- 2003. La goja de l'estany, guanyadora a la Festa de Sant Martirià de Banyoles.
- 2003. El codolar, premi Memorial Francesc Basil.
- 2004. Sant Martí d'Empúries, premi Pere Fontàs
- 2005. Banyolina, guanyadora a la Festa de Sant Martirià de Banyoles.
- 2005. Joliua parella, finalista Sardana de l'Any.
- 2006. El monestir d'Amer
- 2006. Record de Palamós
- 2007. Enaltidora
- 2009 Al mestre Puigferrer elegida la Sardana de l'Any

A més, compta amb altres composicions per a diverses formacions com corals, quartet de clarinets i piano-tenora.

## Discografia
- 2006: Josep Coll i Ferrando obra completa, CK Music, Cobla Ciutat de Girona.
- 2013: Sardanes 2006-2013